# Henry Blanco
Henry Ramon Blanco (né le 29 août 1971 à Caracas, Venezuela) est un ancien receveur des Ligues majeures de baseball.
À 42 ans, Henry Blanco est le second joueur actif le plus âgé des Ligues majeures en 2014 après Jason Giambi.

## Carrière
Henry Blanco signe son premier contrat professionnel en 1989 avec les Dodgers de Los Angeles. Il fait ses débuts dans les majeures le 25 juillet 1997, peu avant son 26e anniversaire, avec les Dodgers. Il ne dispute que trois parties dans cet uniforme, toutes en 1997, et après avoir passé la saison 1998 en ligues mineures, le receveur devient agent libre et rejoint les Rockies du Colorado, avec qui il évolue en 1999.
Blanco est impliqué en décembre 1999 dans une transaction à trois clubs entre les Rockies, les Athletics d'Oakland et les Brewers de Milwaukee. Il est transféré à ce dernier club et joue pour les Brewers deux saisons (2000-2001).
Il porte par la suite les couleurs des Braves d'Atlanta (2002-2003), des Twins du Minnesota (2004), des Cubs de Chicago (2005-2008), des Padres de San Diego (2009) et des Mets de New York (2010).
En décembre 2010, Blanco signe un contrat d'un million de dollars pour une saison avec les Diamondbacks de l'Arizona. Le pacte inclut également une option pour la saison 2012. Il est receveur substitut à Miguel Montero chez les D-Backs en 2011 et aide l'équipe à gagner le titre de la division Ouest de la Ligue nationale avec une moyenne au bâton de ,250 en 37 parties. Il ne fait qu'une apparition au bâton en séries éliminatoires face à Milwaukee. Après deux années (2011 et 2012) avec Arizona, Blanco partage la saison 2013 entre les Blue Jays de Toronto et les Mariners de Seattle. En décembre 2013, il signe un nouveau contrat avec les Diamondbacks.
Frappeur n'affichant après la saison 2013 qu'une faible moyenne au bâton de ,223 dans les Ligues majeures, Blanco est principalement reconnu pour ses aptitudes défensives. Du 26 juillet 2008 au 28 juillet 2010, il n'a commis aucune erreur en défensive, soit un total de 108 parties sans erreurs, séquence qui prit fin le 30 juillet 2010. Blanco cite le receveur Mike Scioscia comme principale influence sur son solide jeu défensif. Scioscia était instructeur chez les Dodgers de Los Angeles lorsque Blanco entama sa carrière.